# Not Another Teen Movie
Not Another Teen Movie är en amerikansk komedifilm från 2001 i regi av Joel Gallen, med Chyler Leigh, Chris Evans, Jaime Pressly och Eric Christian Olsen i rollerna.

## Handling
Den handlar om för det mesta om två personer, Jake och Janey. Jake är den populära typen i skolan, och Janey är skolans tönt. Jake slår vad med sina kompisar att han kan göra om vilken tjej som helst på skolan till "balens drottning". Janey blir hans offer, hon är tjejen med glasögon, hästsvans och målarfärg på kläderna. Jämför Zach och Laney i She's All That.

## Om filmen
Not Another Teen Movie regisserades av Joel Gallen. Filmen är en parodi på genren med amerikanska tonårsfilmer kretsandes kring high school  som American Pie, 10 orsaker att hata dig, Bring It On, En djävulsk romans och She's All That.

## Filmmusik
Förmodligen som en sorts hyllningen till Soft Cells låt Tainted Love så har Marilyn Manson gjort en cover på den just till den här filmen. Även System of a Down och Good Charlotte och Muse medverkar med musik. Bandet Good Charlotte syns även i en cameo-roll.

## Rollista
| Chyler Leigh          | – Janey Briggs                                   |
| Chris Evans           | – Jake Wyler                                     |
| Jaime Pressly         | – Priscilla, cheerleader                         |
| Eric Christian Olsen  | – Austin                                         |
| Mia Kirshner          | – Catherine Wyler, Jakes syster                  |
| Deon Richmond         | – Malik                                          |
| Eric Jungmann         | – Ricky Lipman                                   |
| Ron Lester            | – Reggie Ray                                     |
| Cody McMains          | – Mitch Briggs                                   |
| Randy Quaid           | – Mr Briggs, försupen pappa till Janey och Mitch |
| Sam Huntington        | – Ox                                             |
| JoAnna Garcia Swisher | – Sandy Sue                                      |
| Lacey Chabert         | – Amanda Becker                                  |
| Samm Levine           | – Bruce                                          |
| Cerina Vincent        | – Areola, den nakna utbytesstudenten             |
| Beverly Polcyn        | – Sadie Agatha Johnson                           |
| Ed Lauter             | – Fotbollstränaren                               |
| Mr. T                 | – Cameoroll, den kloke vaktmästaren              |